# Chaibasa
Chaibasa ist eine Stadt im Distrikt Pashchimi Singhbhum im indischen Bundesstaat Jharkhand.

## Bevölkerung
Beim Zensus 2011 betrug die Einwohnerzahl 69.565.
Zum Zeitpunkt der Volkszählung von 2001 hatte Chaibasa noch eine Einwohnerzahl von 63.615 Menschen. Männer machten dabei 53 % der Bevölkerung aus, Frauen 47 %. Der Alphabetisierungsgrad lag bei 74 % und damit über dem nationalen Durchschnitt von 59,5 %. Die Alphabetisierungsrate der Männer betrug dabei 79 %, jene der Frauen 68 %. 12 % der Bevölkerung waren jünger als 6 Jahre.

## Bildung
Es gibt eine Reihe von Schulen bis zur 10. bzw. 12. Klasse in Chaibasa. Die Angebote höherer Bildung sind hingegen begrenzt. Es gibt Zweigstellen der Universität von Ranchi und seit einiger Zeit existiert zudem die neue Kolhan University.

## Unterhaltung
Chaibasa verfügt über zwei Kinos, Yashoda und JMP. Um die Kinos findet sich eine große Auswahl an verschiedenen Esslokalen. In den letzten Jahren sind zudem viele neue Restaurants entstanden in der Stadt, viele davon im Bereich des Sadar Baazar. Auch der lebhafte Wochenmarkt kann als unterhaltsam betrachtet werden.
Im Herzen der Stadt gibt es einen kleinen See mit zwei kleinen Inseln, welche dank kürzlicher Herrichtung ebenfalls einen Besuch wert sind.

## Verkehrsanbindung
Am besten verbunden ist Chaibasa mit Jamshedpur, welches rund 60 km entfernt liegt. Zwei reguläre Züge und ein Shatabdi-Express befahren die Linie. Shatabdi-Züge verbinden Chaibasa zudem mit Kolkata.
Der Zustand des Straßennetzes in Jharkhand ist generell von schlechter Qualität, auch im Bereich um Chaibasa.
Die Stadt verfügt nicht über einen Flughafen, es gibt jedoch einige Hubschrauberlandeplätze.

## Persönlichkeiten
Samir Roychoudhury, Vertreter der literarischen und kulturellen Hungryalismus-Bewegung lebte seit den 1950ern für mehrere Jahrzehnte in Chaibasa.